# INRegistry
INRegistry是负责管理印度的国家和地区顶级域.in和印度的IDN域名的组织。它由印度政府任命，并由印度国家互联网交换中心创建及运营。

## 历史
印度政府决定在2004年底对该国分配到的.in顶级域名的注册管理机构管理工作进行改革。之前这一工作由印度高新计算发展中心及印度国家软件技术中心承担。改革后，印度国家互联网交换中心创建了INRegistry这一机构来管理.in域名。印度通讯技术部（现在的印度电子和通讯技术部）发布的公告宣布这一变化，并承认了INRegistry的法律地位。该公告还同时提到了gov.in、res.in、ac.in和mil.in四个子域名的分配情况。

## 现状
INRegistry由印度国家互联网交换中心创建及运营。后者的使命是“促进印度改善互联网服务”（英語：facilitating improved Internet services in the country）。根据1956年《印度公司法》第25条，后者作为一家非营利性公司运营。INRegistry是印度国家互联网交换中心的下辖机构，但独立于后者运作。INRegistry本身不提供注册服务，但在一定标准下通过公开的流程来选择域名注册商。
2005年1月1日，.in域名开放域名日升期注册，并于2月16日对公众以普通价格开放注册。另外还有六个国际化域名提供注册。
INRegistry的口号是“将每个人连接在一起”（英語：Binding Everyone Together）